# Fabrica de avioane ASTRA
Fabrica de avioane ASTRA din Arad a fost a doua unitate industrială din România care a construit avioane. Activitatea ei s-a desfășurat între anii 1923–1925, fiind produse trei modele de avioane: Astra-Șeșefschi, Proto-2 și Astra-Proto.

## Istoric
Fabrica de vagoane ASTRA-Arad deja construia sub licență motoare de avion Martha-Benz și Daimler-Benz, când s-a organizat și o secție pentru construcția de avioane.  Această secție a devenit după numai un an, în 1923, Fabrica de avioane ASTRA-Arad.  Directorul fabricii a fost numit comandorul Andrei Popovici, fost comandant al Grupului 2 aviație în bătălia de la Mărășești.  În colectiv mai făceau parte: ing. Radu Onciul, ing. Ștefan Urziceanu, ing. Dumitru Barbieri, ing. Stanislav Șeșefschi și Victor Fedorov.
În anul 1925, după doar doi ani de existență, Fabrica de avioane ASTRA și-a încetat activitatea.  Utilajele și personalul de specialitate au fost transferate la uzinele I.A.R. Brașov.

## Modele fabricate

### Astra-Șeșefschi
Avionul Astra-Șeșefschi, un avion biplan cu două locuri, a fost primul avion construit la Fabrica de avioane ASTRA, în anul 1923.  Proiectantul său a fost inginerul Stanislav Șeșefschi.  După ce a fost testat de pilotul de încercare locotenent Ion Sava, acest model de avion a fost trimis la câteva unități de aviație pentru verificarea performanțelor.  Piloții Ion Sava și Petre Macavei au efectuat cu avionul Astra-Șeșefschi un raid pe distanța Arad-București, fără escală, în numai două ore și jumătate.  Avionul era echipat cu un motor Marta-Benz de 250 CP cu 6 cilindri, acesta fiind primul motor construit în România care a fost montat la bordul unui aparat care a zburat.

### Proto-2
Proto-2 a fost un avion de recunoaștere, biplan, construit în anul 1924.  A fost al doilea avion de concepție românească produs la Fabrica de avioane ASTRA.  A fost proiectat de locotenent-comandor inginer Ștefan Protopopescu, după modelul avionului Proto-1 construit la Arsenalul aeronautic din București.  Cele 25 de bucăți construite au fost toate livrate Școlii militare de pilotaj de la Tecuci.

### Astra-Proto
Astra-Proto a fost al treilea tip de avion produs de Fabrica de avioane ASTRA, în 1925.  A fost un biplan destinat misiunilor de recunoaștere.  A fost proiectat, ca și Proto-2, de locotenent-comandor inginer Ștefan Protopopescu, având o structură din lemn și înveliș de pânză impregnată cu lac.  Deși avionul a îndeplinit condițiile și caracteristicile cerute unui avion de recunoaștere, fabrica nu a primit comenzi pentru realizarea acestuia în serie.

## Moștenire
Experiența câștigată la Fabrica de avioane ASTRA, în ciuda activității pe o perioadă foarte scurtă (doar trei ani), nu a fost pierdută.  Ea a fost complet integrată și preluată în noul centru de producție aeronautică de la Brașov, Industria aeronautică română.